# Чернюс, Йонас
Йо́нас Че́рнюс (лит. Jonas Černius, до 1919 года — Черняускас, лит. Černiauskas, 6 января 1898, Купишки, Ковенская губерния, Российская империя (ныне — Купишкис, Литва) — 3 июля 1977, Лос-Анджелес, США) — генерал-майор, литовский военный и политик, премьер-министр Литвы в 1939 году.

## Биография
Учился в Поневежской гимназии. В 1919 году вступил добровольцем в формирующуюся армию страны, в 1935 году назначен начальником штаба вооружённых сил Литвы, с 1937 года — бригадный генерал. Весной 1939 года после передачи Клайпеды нацистской Германии и отставки правительства Владаса Миронаса назначен новым премьер-министром страны как креатура главнокомандующего Стасиса Раштикиса, однако после передачи Литве Советским Союзом Вильнюса и укрепления популярности президента Антанаса Сметоны заменён на близкого к Сметоне Антанаса Меркиса и вернулся на военную службу с производством в генерал-майоры. После вхождения Литвы в состав СССР в 1940 году вступил в Красную Армию, назначен начальником штаба 29-го стрелкового корпуса, сформированного из подразделений бывшей литовской армии. Дезертировал из РККА в 1941 году и остался в оккупированной Литве, но отказался от сотрудничества с немцами. В 1944 году эвакуировался вместе с отступающими немецкими войсками в Германию, в 1947 году перебрался в Великобританию, в 1948 году — в США, где работал инженером в компании General Motors.